# Physicians for Human Rights – Israel
Die Physicians for Human Rights-Israel (PHRI; hebräisch רוֹפְאִים לִזְכֻיּוֹת אָדָם Rōfʾīm liSchujjōt Adam; auch Ärzte für Menschenrechte – Israel) ist eine israelische Nichtregierungsorganisation, die sich für die Verwirklichung des Rechts auf Gesundheit für alle Menschen unter israelischer Verantwortung einsetzt. Die 1988 gegründete Organisation gilt als eine der führenden Menschenrechtsorganisationen Israels und wurde 2010 mit dem Right Livelihood Award ausgezeichnet.

## Geschichte
Die Organisation wurde im März 1988 zu Beginn der Ersten Intifada durch die israelische Psychiaterin Ruchama Marton gegründet. Ursprünglich als „Association of Israeli-Palestinian Physicians for Human Rights“ bezeichnet, entstand sie aus der Überzeugung, dass jede Person das Recht auf Gesundheit im weitesten Sinne haben sollte, wie es durch die Prinzipien der Menschenrechte, der sozialen Gerechtigkeit und der Medizinethik bestimmt wird.
Die Organisation entwickelte sich von einer kleinen Gruppe engagierter Mediziner zu einer der wichtigsten israelischen Menschenrechtsorganisationen. Heute hat PHRI über 3.500 Mitglieder und Freiwillige und versorgt jährlich mehr als 20.000 Menschen mit medizinischer Versorgung oder Unterstützung beim Zugang zum Recht auf Gesundheit.

## Organisationsstruktur
Die Organisation wird von einem Vorstand geleitet. Aktueller Präsident ist Professor Raphi Walden, ein Gefäßchirurgie-Experte und Vorstandsmitglied des Sheba Medical Centers Tel HaShomer sowie Professor für Medizin an der Universität Tel Aviv. Der Vorsitzende des Exekutivkomitees ist Mushira Aboo-Dia, eine Gynäkologin am Hadassah Ein Kerem Krankenhaus und Trägerin des Gallanter-Preises für soziale Gerechtigkeit.
PHRI ist in vier Hauptabteilungen organisiert: Die Abteilung Besetzte Palästinensische Gebiete erforscht Verletzungen des Rechts auf Gesundheit im Westjordanland und Gazastreifen. Sie dokumentiert die Verweigerung medizinischer Versorgung für die Bevölkerung in Gaza, Beschränkungen der Bewegungsfreiheit im Westjordanland und andere Fälle. Die Abteilung wendet sich an verschiedene Behörden, um medizinische Genehmigungen für Palästinenser zu erhalten, die Israel zur Behandlung betreten müssen.
Die Abteilung Migranten für Migranten und Menschen ohne Rechtsstatus setzt sich für das Recht auf Gesundheit von Einwanderern, Flüchtlingen, Asylbewerbern, Wanderarbeitern und anderen Personen ohne Rechtsstatus ein. Sie behandelt persönliche Ansprüche und unterstützt diese bei der Durchsetzung ihrer Rechte.
Die Abteilung Gefangene kümmert sich um Häftlinge in israelischen Gefängnissen und Untersuchungshaftanstalten. Sie bearbeitet Beschwerden von Häftlingen, Kriminellen oder Sicherheitsgefangenen, deren Recht auf Gesundheit verletzt worden sein könnte.
Die Abteilung Bewohner Israels liegt mit ihrem Hauptfokus auf der Förderung der Gleichberechtigung bei der Verfügbarkeit und den Standards der Gesundheitsversorgung in Israel. Ein spezielles Projekt widmet sich den nicht anerkannten Beduinen-Dörfern in der Wüste Negev.

## Tätigkeitsfelder
Die mobile Klinik operiert drei- bis fünfmal monatlich in verschiedenen Gemeinden im Westjordanland und bietet medizinische Grundversorgung für Palästinenser, die aufgrund der Besatzungsmaßnahmen durch Israel nur schwer Zugang zu Gesundheitsdiensten haben.
In Jaffa betreibt PHRI eine offene Klinik für Personen ohne Rechtsstatus, in der jeden Abend über 100 Patienten behandelt werden.

## Politische Positionen
PHRI vertritt die Auffassung, dass die anhaltende Besatzung palästinensischer Gebiete eine Grundursache für multiple Menschenrechtsverletzungen darstellt, und setzt sich aktiv für deren Beendigung ein. Die Organisation wendet sich gegen Diskriminierung und strukturelle Gewalt und strebt eine Gesellschaft mit wahrer Gleichberechtigung und Solidarität an.

## Auszeichnungen
Im September 2010 wurde PHRI der Right Livelihood Award (auch als „Alternativer Nobelpreis“ bezeichnet) verliehen „für ihren unbeugsamen Einsatz für das Recht auf Gesundheit für alle Menschen in Israel und Palästina“. Die Preisverleihung erfolgte am 6. Dezember 2010 im schwedischen Reichstag.

## Aktuelle Entwicklungen
Im Juli 2025 veröffentlichte PHRI gemeinsam mit der Menschenrechtsorganisation B'Tselem einen Bericht, in dem beide Organisationen zu dem Schluss kommen, dass Israel Genozid in Gaza begeht.
Zwischen Juli und Dezember 2024 sammelte PHRI Aussagen von 24 palästinensischen medizinischen Fachkräften, die in zivilen und militärischen Haftanstalten in Israel festgehalten wurden. Nahezu alle berichteten über Folter in Form schwerer Schläge, ständiger Fesselung und Schlafentzug.

## Kontroversen
Die Gründerin und ehemalige CEO Ruchama Marton unterstützt die BDS-Bewegung, was zu Kritik israelischer Gruppen geführt hat, die dieser Bewegung ablehnend gegenüberstehen.

## Internationale Zusammenarbeit
PHRI arbeitet mit anderen Menschenrechts- und medizinischen Nichtregierungsorganisationen in Israel, den besetzten palästinensischen Gebieten und im Ausland zusammen. Die Organisation steht in Partnerschaft mit den Rechtskliniken der Tel Aviv University. Internationale Partner sind unter anderem medico international und Brot für die Welt. Weitere Kooperationen bestehen mit medico international schweiz.